# Nuno Mendes (graaf)
Mendo Nunes was van ca.1050 tot 1071 graaf van Portucale (Portugal), hij was de laatste graaf uit het geslacht van Vimara Peres.

## Context
Nuno Mendes probeerde de macht die zijn vader had kwijtgespeeld terug te winnen, hierbij kwam hij in conflict met koning Garcia I van Galicië. Tijdens de Slag van Pedroso verloor Nuno Mendes het leven en werd het graafschap ingelijfd in het Koninkrijk Galicië.
Nuno Mendes had een dochter, Loba "Aurevelido" Nunes, die trouwde met Sisnando Davides, die aluazir werd van Coimbra.